# Zlatopole
Zlatopole (în bulgară Златополе) este un sat în Obștina Dimitrovgrad, Regiunea Haskovo, Bulgaria.

## Demografie
Componența etnică a satului Zlatopole
     Bulgari (88,91%)
     Nicio identificare (11,08%)
     Altele (0%)
La recensământul din 2011, populația satului Zlatopole era de 433 locuitori. Din punct de vedere etnic, majoritatea locuitorilor (88,91%) erau bulgari. Pentru 11,08% din locuitori nu este cunoscută apartenența etnică.

## Hărți
- bgmaps.com
- emaps.bg
- Google